# Maksim Hrabarenka
Maksim Hrabarenka (belarussisch Максім Грабарэнка; * 28. März 1998 in Pinsk) ist ein belarussischer Sprinter.

## Sportliche Laufbahn
Erste internationale Erfahrungen sammelte Maksim Hrabarenka im Jahr 2017, als er bei den U20-Europameisterschaften in Grosseto im 400-Meter-Lauf mit 49,71 s in der ersten Runde ausschied und mit der belarussischen 4-mal-400-Meter-Staffel den Vorlauf nicht beenden konnte. 2019 gelangte er bei den Europaspielen in Minsk in 10,54 s auf Rang 13 im 100-Meter-Lauf und anschließend schied er über diese Distanz bei den U23-Europameisterschaften in Gävle mit 10,84 s in der ersten Runde aus und belegte mit der 4-mal-100-Meter-Staffel in 39,99 s den fünften Platz. 
2017 wurde Hrabarenka belarussischer Meister im 400-Meter-Lauf im Freien sowie 2018 in der Halle. Zudem siegte er 2020 in der 4-mal-100-Meter-Staffel. 2019 und 2022 wurde er Hallenmeister über 60 m sowie 2019 auch über 200 m.

## Persönliche Bestleistungen
- 100 Meter: 10,41 s (+2,0 m/s), 11. Juli 2018 in Minsk
  - 60 Meter (Halle): 6,75 s, 22. Februar 2022 in Mahiljou
- 200 Meter: 21,18 s (+1,9 m/s), 26. Juni 2020 in Minsk
  - 200 Meter (Halle): 21,55 s, 27. Februar 2022 in Mahiljou
- 400 Meter: 47,93 s, 31. Mai 2017 in Brest
  - 400 Meter (Halle): 49,04 s, 16. Februar 2018 in Mahiljou